# Cancer Research UK

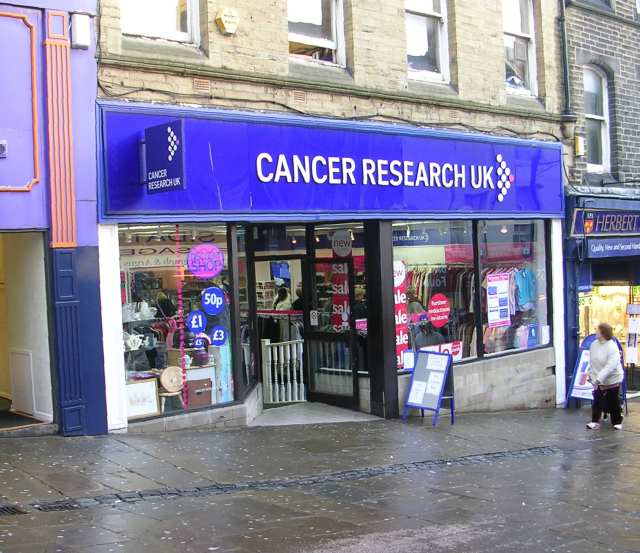
Sklep należący do organizacji Cancer Research UK w Bradford

Cancer Research UK – brytyjska organizacja charytatywna, której celem jest wspieranie badań nad chorobami nowotworowymi oraz zwiększanie świadomości społecznej na ich temat. Jest to największa organizacja charytatywna działająca na terenie Wielkiej Brytanii, a zarazem największa niezależna organizacja finansująca walkę z nowotworami na świecie.
Organizacja powstała w 2002 roku z połączenia organizacji Imperial Cancer Research Fund, założonej w 1902 roku, oraz The Cancer Research Campaign, której początki sięgają lat 20. XX wieku.
Cancer Research UK jest właścicielem pięciu instytutów badawczych zlokalizowanych w Londynie, Cambridge, Glasgow, Manchesterze oraz Oksfordzie. Poza nimi organizacja finansuje badania prowadzone w wielu brytyjskich szpitalach i na uniwersytetach. Środki pozyskane przez Cancer Research UK pochodzą m.in. z sieci ok. 600 sklepów działających pod logiem organizacji, których asortyment stanowią przedmioty przekazane w ramach darowizn.
Łącznie dla organizacji pracuje ponad 40 000 wolontariuszy. W 2010 roku Cancer Research UK otrzymało 515 mln funtów, z czego 467 mln przekazanych zostało na badania.